# بانک تهی‌دستان
کتاب بانک تهی‌دستان: وام‌های خرد و مبارزه علیه فقر جهانی (به انگلیسی: Banker to the Poor: Micro-Lending and the Battle Against World Poverty) یک خودزندگی‌نامه از محمد یونس است (برنده جایزه صلح نوبل در سال ۲۰۰۶ و بنیان‌گذار بانک گرامین است). این کتاب به تشریح جزئیات سال‌های کودکی و نوجوانی محمد یونس، سال‌های تحصیل در دانشگاه در خارج از کشور و نیز دوره تدریس او در دانشگاه چیتاگونگ می‌پردازد.
وقتی یونس در دانشگاه چیتاگونگ به عنوان استاد حضور داشت، متوجه فقر شدید روستائیان بنگلادش شد. او در سال ۱۹۷۶، به جمع‌آوری اطلاعات دربارهٔ مردم تهی‌دست در منطقه جوبرا در بنگلادش پرداخت. بیشتر مردم تهی‌دست این منطقه برای خرید مواد اولیه مورد نیاز برای تولید محصولات حصیری، از وام‌دهندگان محلی، پول قرض می‌گرفتند و برای بازپرداخت پول، این محصولات را به همان وام‌دهندگان می‌فروختند و به این ترتیب، خودشان سود بسیار کمی می‌کردند. یکی از زنان روستایی مورد مطالعه می‌گفت که از بافتن محصولات با بامبو هر روز فقط دو سنت کسب درآمد می‌کرد. فهرست نهایی تهیه شده دربردارنده نام ۴۲ زن بود که در مجموع ۸۵۶ تاکا (معادل ۲۷ دلار) پول قرض می‌کردند.
یونس با مطالعه این داده‌ها متوجه هزینه اندک مورد نیاز برای خودکفایی این زنان شد و ۸۵۶ تاکا از پول خودش به آنها داد، بدون اینکه بابت این قرض، وثیقه یا سودی دریافت کند. پس از اینکه این افراد این پول را بعد از مدتی بازگرداندند، یونس به بررسی جامعه آماری گسترده‌ای پرداخت تا ببیند آیا این پدیده فقط به همان منطقه محدود می‌شد یا در مناطق دیگر بنگلادش نیز این چنین است. او به این نتیجه رسید که چرخه اسارت وام‌گیرندگان در وام‌های دریافتی یک امر بسیار رایج در سراسر بنگلادش است. به همین دلیل تصمیم گرفت دست به کار شود. او به یک بانک محلی رفت و برای این افراد تقاضای وام کرد. بانک این تقاضا را رد کرد. او این تقاضا را یک بار دیگر به بانکی در پایتخت برد. او در نهایت در (ژانویه ۱۹۷۷)، بانک گرامین را تأسیس کرد.
این بانک کارش را با یک سری اصول جدید و کاملاً متفاوت از بانک‌های دیگر در بنگلادش آغاز کرد. گرامین بانک بر این اصل استوار بود که هر انسانی از حق وام گرفتن برخوردار است. وام‌گیرندگان باید یک گروه پنج نفری ایجاد می‌کردند و این گروه، همان کارکرد تضمین (وثیقه) را برای بانک داشت. یک وام به دو نفر از اعضای این گروه داده می‌شد. پس از اینکه این وام‌گیرندگان طی ۶ هفته پس از دریافت وام، آن را تسویه می‌کردند، دو نفر دیگر از همان گروه می‌توانستند وام بگیرند. سرپرست گروه معمولاً آخرین نفری است که می‌تواند وام بگیرد. بازپرداخت وام دربردارنده ۵ اصل کلیدی است: (۱) بازه زمانی وام، یک ساله است، (۲) اقساط وام به صورت هفتگی است، (۳) بازپرداخت از هفته اول پس از دریافت وام آغاز می‌شود، (۴) نرخ سود وام ۲۰ درصد است و (۵) بازپرداخت در هر هفته ۲ درصد از کل مبلغ وام است و بازپرداخت طی ۵۰ هفته صورت می‌گیرد.
گرامین نظام وام‌دهی خرد به مناطق مختلف بنگلادش برد. این الگو در سایر نقاط جهان نیز مورد استفاده قرار گرفته‌است.
در سال ۱۹۸۷، موسسه‌ای مشابه گرامین بانک در مالزی افتتاح شد و پس از مدتی، موسساتی با این سبک و سیاق در کشورهای فیلیپین، هند، نپال، ویتنام، چین، ایالات متحده و نیز منطقه آمریکای لاتین و اروپا شکل گرفت. مدل وام‌های خرد گرامین توانسته بر اساس نیازها و الگوهای خاص هر کشور، انطباق یابد.
کتاب کتاب بانک تهی‌دستان: وام‌های خرد و مبارزه علیه فقر جهانی توصیفی از رؤیای محمد یونس برای دنیای بدون فقر است. یونس بر این باور است که کمک‌های خیریه، راه درست دستیابی به دنیایی بدون فقر نیست. او می‌گوید: «مسئله اصلی ایجاد یک زمین بازی هموار برای همه انسان‌ها است تا هر کسی از شانس مساوی با بقیه برخوردار باشد.»